# Chiesa dei Santi Giovanni Evangelista e Petronio
La chiesa dei Santi Giovanni Evangelista e Petronio è un luogo di culto cattolico di Roma con titolo di rettoria, nel rione Regola, situata in via del Mascherone. È la chiesa regionale dei bolognesi residenti a Roma.

## Storia
È una chiesa parrocchiale medievale, menzionata in una bolla di papa Urbano III del 1186 ed annoverata tra le chiese filiali di San Lorenzo in Damaso. All'epoca portava il nome di Sanctae Thomae de Yspanis, perché affidata alla cura di sacerdoti spagnoli: nel catalogo di Cencio Camerario (fine XII secolo) compare al n. 159 con il nome di Sancto Thome de Spanis. Alla fine del XV secolo era chiamata San Tommaso dei muratori e successivamente anche San Tommaso della catena, dai frati disciplinati che vi dimorarono per un certo periodo.
Nella relazione di una visita del 1566, si legge:
(M. Armellini, Le chiese di Roma dal secolo IV al XIX, Roma 1891, p. 426)
Forse a motivo della negligenza con cui era tenuta, nel 1581 papa Gregorio XIII affidò la chiesa all'arciconfraternita delle Stimmate dei Bolognesi (nata nel 1575), che la restaurò, affidando i lavori a Ottaviano Mascherino nel 1582, e la intitolò ai santi patroni della città felsinea; dello stesso architetto era l'oratorio annesso, eretto nel 1601 e andato distrutto nell'Ottocento. La facciata odierna risale alla fine del XVII secolo.
Con le leggi eversive post-unitarie la chiesa fu confiscata dallo Stato italiano ed in seguito restituita all'autorità ecclesiastica con regio decreto del 16 ottobre 1940.
Dal 1985 la chiesa è sede del titolo cardinalizio dei Santi Giovanni Evangelista e Petronio. Dal 19 novembre 2016 il titolare è il cardinale Baltazar Enrique Porras Cardozo.

## Descrizione
La facciata è tripartita da paraste con capitelli corinzi e culmina con un timpano triangolare, spezzato nella parte inferiore da una grande finestra.
L'interno è a pianta a croce greca con un braccio allungato nella zona dell'abside; la chiesa primitiva invece era a tre navate.
Nella controfacciata si può ammirare una cantoria seicentesca in legno decorato; inoltre vi è collocato il monumento funebre di Bonifacio Pasi, patrizio bolognese, e del figlio Pietro, entrambi morti nel 1571 nella battaglia di Lepanto. Questo monumento si trovava nella primitiva sede dell'arciconfraternita, la chiesa di San Giovanni Calibita, sull'isola Tiberina, ed in seguito qui trasferito. Lapidi sepolcrali si trovano poi distribuite in tutta la chiesa: si tratta di notabili bolognesi e membri dell'arciconfraternita, tra cui si ricordano il vescovo Taddeo Sarti, Alfonso Ercolani, Silvio Antonio Ranuzzi e Galeazzo Sforza Volta.
Tre sono gli altari della chiesa: due laterali e l'altare maggiore. Nell'altare di destra è posta una tela di Francesco Gessi, raffigurante la Morte di San Giuseppe. Qui era collocata anche la tomba dello scultore bolognese Alessandro Algardi, andata distrutta. L'altare di sinistra è dedicato ad una santa bolognese, Caterina de' Vigri, canonizzata da papa Clemente XI nel 1712; il quadro primitivo dedicato alla santa, opera di Giovan Gioseffo Dal Sole, è andato disperso, mentre ora vi si trova un'opera anonima raffigurante il Corpo mummificato della santa in trono.
All'altare maggiore, ultimato con tutte le decorazioni nel 1696, vi era l'opera più importante della chiesa, il quadro del Domenichino rappresentante la Vergine fra i santi titolari, opera che fino al 1953 si trovava nella pinacoteca di Brera a Milano e che ora si può ammirare nella Galleria nazionale d'arte antica di Palazzo Barberini a Roma. Al suo posto, dalla metà circa dell'Ottocento, vi è un quadro di autore ignoto, la Madonna col Bambino e Santi.
Nei pennacchi della volta sono dipinte le Virtù cardinali attribuite a Pompeo Aldrovandini.